# 싸이월드
싸이월드(Cyworld)는 대한민국의 소셜 네트워크 서비스이다. 흔히 싸이라고 줄여 말하기도 하는데, 이는 사이버(cyber)를 뜻하지만 "사이", 곧 "관계"를 뜻하기도 한다. 또, 미국의 페이스북, 마이스페이스와 영국의 Bebo와 같은 개인 가상 공간으로, 싸이월드 서비스에 포함된 '미니홈피'는 이미 고유명사가 되어 사용될 정도로 영향력을 가지게 되었다. 2000년대 중~후반 대한민국에서 가장 높은 대중성을 자랑했던 SNS였으며, 싸이월드에서 파생된 인터넷 문화는 단순한 네티즌들만의 문화로 그치지 않고 2000년대를 상징하는 시대적 문화가 되었다.
2007년 10월 19일, 전 세계에 타전되는 미국의 뉴스전문방송 CNN은 싸이월드를 한국의 앞서가는 IT문화 중 하나로 소개하기도 하였다.

## 개요
1999년 9월 1일 '㈜싸이월드'로 법인이 설립되었으며 2003년 8월 2일 에스케이커뮤니케이션즈㈜에 피흡수·합병되어 폐업하였다. 합병 이후에도 싸이월드 웹 사이트는 존속되어 에스케이커뮤니케이션이 운영하게 되었다.
2009년 9월 30일 네이트와 메인을 통합하였고, 2010년까지도 이용자 수가 꾸준히 유지되었으며, 2012년 9월에는 싸이월드 모바일 App 3.0 을 출시하여 모바일에도 집중하였다.
2014년 1월 1일 SK커뮤니케이션즈가 '㈜싸이월드' 법인을 신규 설립하여 사이트 운영권이 전환되었다. 2014년 4월 싸이월드는 SK커뮤니케이션즈에서 분리해 사원주주벤처로 새출발했다. 싸이월드는 홈페이지를 통해 "2014년 4월 8일 싸이월드가 독립한다"고 회원들에게 공지하고, 'SK커뮤니케이션즈'를 '싸이월드'로 고친 이용약관도 게시했다.
2015년 10월 7일 '미니홈피'와 '블로그'가 합체된 통합한 서비스 '싸이홈'이 출시되었다. 새로운 서비스를 내놓으면서 포털 사이트 검색어 1위에 오르기도 하는 등 네티즌들로부터 주목을 받았고 이후 서버 부하로 서버 불안정을 겪다가 모바일부터 안정화를 꾀해 나갔다. 그 다음 2015년 10월 20일에 싸이홈이 다시 PC와 모바일을 이용할 수 있게 된다.
2018년 10월 1일 싸이월드가 옛날 감성으로 새로 개편됐다. 즉 방명록, 내 미니미, 미니홈피, 다이어리가 부활했다는 것이다.
2019년 현재 싸이월드 서비스는 대대적인 개편 준비와 서비스 활성화를 위한 다양한 마케팅 활동을 하는 한편, 2018년 3월 15일 싸이월드의 새로운 뉴스 서비스인 '큐(QUE)'를 오픈하며 재도약을 준비했지만, 2019년 1월 25일 '큐(QUE)' 서비스를 잠정 중단했다.
2021년 4월 29일부터 홈페이지에서 기존 아이디 찾기 및 도토리 환불 서비스를 시작할 예정이라 밝혔다.
2021년 7월 5일 6시부터 서비스를 재개할 예정이였지만 중국발 해킹 문제로 4주 뒤인 8월 2일로 미뤄졌다.
2021년 12월 8일 싸이월드 앱’의 아이콘과 관련 사용자 인터페이스를 공개하고, 플랫폼 개발을 완료하고 메타버스 공간인 ‘싸이월드 한컴타운’ 연동 작업도 마쳤다. 2021년 12월 17일에 재개될 예정이였지만, 어플레이션 심사가 초기 데이터베이스가 3200만이라는 점에서 추가 검토로 인하여 지연되면서 ‘싸이월드 한컴타운’의 베타 버전만 열렸다.

## 역사

### 싸이월드의 탄생
1998년에 서울 홍릉의 KAIST 테크노경영대학원에서 이동형, 형용준, 이한수 등 석박사 과정 6명이 EBIZ클럽이라는 창업 동아리를 결성하고 인터넷 관련 공동 창업을 하기로 하였다. 이때 첫 번째 회사인 디지털토네이도를 설립하여 광고 마케팅 서비스인 애드샷을 오픈하였으며 이동형이 대표이사를 맡았다. 한편 형용준은 개인적으로 "peoplesquare.com"이라는 도메인의 사이트를 만들고 일촌 관계의 기능을 도입하였다. 이후 외부 투자자가 피플스퀘어에 관심을 보여 법인 설립을 하기로 한다. 그리하여 1999년에 6명의 회원들 중 3명은 디지털 토네이도에, 3명은 싸이월드에 참여하게 된다. 이한수는 실리콘벨리 투자자 마이클 김을 만나 환타지게임으로 많이 알려진 eLeague를 중심으로 인터넷 커뮤니티 이스탑(eStop)과 글로벌 인큐베이팅사 아이비팜(iBFarm)을 창업하고 LG의 신사업팀장을 거쳐 (주)리탈코(LITALCO)를 창업하였다. 1999년 9월 1일, EBIZ클럽 회원들은 ㈜싸이월드라는 이름으로 회사를 설립하였으며 초반에는 형용준과 정태석이 공동대표로 운영하였다. 2000년 초반에 형용준은 싸이월드를 퇴사하고 세이큐피트를 창업하게 된다. 한편 싸이월드는 1999년 12월부터 이동형이 단독 대표이사가 되어 2003년 8월 SK커뮤니케이션즈에 합병될 때까지 이끌게 된다.

### 싸이월드의 성공기
1999년 창업 당시 싸이월드는 클럽 서비스를 중심으로 시작되었으나 프리챌, 아이러브스쿨, 다음 등에 밀려 빛을 보지 못하고 어려움을 겪었다. 2000년에 클럽을 위시한 개인 PIMS, 공유형 게시판, 채팅, 폴(poll: 투표) 서비스 등 커뮤니티 포털 형식을 도입, 대대적으로 개편했으나 네티즌들의 반응은 그다지 크지 않았다.
2001년 미니홈피 프로젝트를 통해서 기존의 클럽 중심 서비스에서 개인 홈페이지 서비스로 변화하면서 인기를 모으기 시작했다. 창업 이후 3년 동안 큰 성장을 하지 못하던 싸이월드는 현금이 거의 고갈된 2001년 여름 마지막 프로젝트를 하게 된다. 이동형 사장은 기획자였던 이람 팀장을 미니홈피 프로젝트 책임자로 임명했고 그 프로젝트를 통해서 미니홈피, 미니미, 미니룸, 도토리와 같은 현재 싸이월드의 모습이 만들어지게 되었다. 그리하여 2002년 겨울 쯤부터 조금씩 이용자가 모이기 시작했고 2003년에는 경쟁사인 프리챌이 유료화를 선언하면서, 프리챌 이용자들이 싸이월드로 대거 이동하게 되며 본격적인 주목을 받기 시작했다. 트래픽 부족으로 인해 기존 싸이월드 서버로 서비스 제공이 어려워지자 같은 해 8월 2일, SK커뮤니케이션즈로 피흡수합병되어 ㈜싸이월드는 사라지게 되었다. 합병 당시 이동형 사장은 SK커뮤니케이션즈 싸이월드 본부장을 맡았다가 2005년 5월부터는 일본 싸이월드의 대표이사로 일했다. 그는 2008년 2월 SK커뮤니케이션즈를 퇴사하고 이듬해 위치기반 SNS사업을 시작하였다.
2004년부터 싸이월드는 폭발적인 성장세를 기록, 2004년 한 해만에 1000만 가입자를 달성하였고 이 후 2009년 기준 4000만명의 가입자 수를 기록하며 인기 SNS로 자리잡았다. 2000년대 중반부터 디지털 카메라와 폰카가 대중화되면서 개인이 사진을 촬영하고 인터넷에 올려 소통하는 오픈형 블로그가 태동하여 인기를 얻던 시기와 맞물렸던 것이 특징이었다. 싸이월드의 폭발적 성장과 함께 기존에 인기를 끌던 프리챌, 버디버디, 세이클럽 등은 쇠퇴하게 되었다.

### 싸이월드, SK컴즈로부터 독립하다
2014년 1월 1일, SK커뮤니케이션즈는 법인(주식회사) ㈜싸이월드를 신규 설립하여 싸이월드 운영권이 전환되었다. 같은 해 4월 8일까지 SK커뮤니케이션즈가 위탁 운영을 맡은 뒤 싸이월드를 분리하여 종업원인수방식(EBO)의 벤처 기업으로 분사하였다.
2016년 프리챌 창업자 전제완이 자신이 소유한 미국 법인 에어(Aire)를 통해 싸이월드를 인수합병했다.

### 싸이월드, 재도약을 준비하다
2018년 싸이월드 서비스는 대대적인 개편 준비와 서비스 활성화를 위한 다양한 마케팅 활동을 하는 한편, 2018년 3월 15일 싸이월드의 새로운 뉴스 서비스인 큐(QUE)를 오픈하며 재도약을 준비했으나, 2019년 1월 25일 큐(QUE) 서비스를 잠정 중단했다.

### 싸이월드. 위기를 맞이하다
2019년 10월 12일 갑자기 싸이월드 홈페이지가 접속이 되지않으면서 많은 이용자들이 우려와 걱정을 하는 가운데 일부에서는 사진 백업만이라도 해달라는 주장을 하였다. 이 문제는 국내 각 언론사에서도 보도가 되었다. 10월 14일 일부 페이지가 복구되었고 11월 만료 예정인 도메인도 2020년 연장이 아닌 앞으로도 계속적으로 싸이월드를 운영하게 될것이다

### 싸이월드, 새롭게 부활하다.
2021년 1월 25일, 법인 “싸이월드제트”를 신설 설립하였으며, 싸이월드의 전제완 대표에게 임금 체불 정리 금액 10억 원을 지불하고 운영권을 인수하였다. 3월 19일, SK커뮤니케이션과 서비스 데이터 이관에 대한 합의서를 체결하면서 보존되어 있는 약 3천 2백만 명 회원의 데이터베이스 약 180억 개(사진 약 170억 장, 음원 약 5억 1천만 개, 동영상 약 1억 5천만 개)가 그대로 보존되어 있는 것을 확인하였다. 그리고, 35억 원 정도나 되는 도토리를 환불 가능하도록 한다고 밝혔다.

## 기능
회원들 사이의 온라인·오프라인 친분으로 형성된 실명의 일촌 관계를 바탕으로, 개인의 일상이나 사진, 음악 등을 미니홈피 서비스를 통해 서로 공유할 수 있게끔 구성되어 있다. 개인용 컴퓨터와 휴대 전화에서 사용되는 네이트온 메신저, SK텔레콤 휴대전화와 연동되어 많은 사용자를 보유하고 있다.

### 일촌
싸이월드에서는 친한 사용자끼리 일촌 관계를 맺는다. 일촌 관계는 한 사용자가 다른 사용자에게 일촌 관계를 맺어줄 것을 요청하는 쪽지를 보내 그것을 상대방이 받아들이면 이뤄진다. 일촌 사이에서는 다른 사람에게 숨겨진 미니홈피 게시물을 볼 수 있고, 사람들끼리 연락처 등 개인 정보를 주고받을 수 있다. 다시 말해, 싸이월드의 소셜 네트워크의 기반이 되는 것이 일촌이다.
싸이월드에 가입한 회원은 다른 어떠한 회원들과 일촌 관계에 있고, 그 일촌들 가운데에서 특별히 중요하게 생각하는 상대가 있을 경우 그 상대를 관심 일촌으로 지정하면 상대의 접속 정보, 미니홈피 업데이트 정보 등을 자세히 확인할 수 있다. 관심 일촌의 여부는 상대방은 알 수 없다. 맺을 수 있는 일촌의 수는 제한이 없지만 관심 일촌은 최대 300명까지 지정할 수 있다.
일촌 관계는 두 사람 중 어느 한 쪽이 자유롭게 끊을 수 있다. 일촌 관계가 끊어진 사실은 상대방에게 따로 통보되지는 않지만 상대방의 업데이트 정보가 표시되지 않거나 상대방 미니홈피를 방문했을 때 '일촌평 쓰기'가 보이지 않는 것으로 일촌 관계가 끊어졌음을 알 수 있다.
일촌은 4개의 그룹으로 관리되며(그룹과 관심일촌은 다르다.) 기본 그룹 1개가 존재하고, 최대 3개까지 만들거나 삭제할 수 있다. 각각 그룹별 권한을 제어할 수 있으며 일촌 공개라도 각각의 그룹별로 게시물의 보기 권한을 제어할 수 있으며 각 게시판의 폴더 또한 각 그룹별로 보기 권한을 제어할 수 있다

### 미니홈피
싸이월드에 가입한 사용자는 개인별로 스스로를 알리는 작은 공간을 할당받는데, 이곳을 미니홈피라고 부른다. 블로그의 변형된 형태를 띠고 있으며, 다른 일촌에게 자신의 사진과 일상을 공개하기 위해 이용한다. 작고 아기자기한 형태의 디자인과 인터페이스가 특징이다. 이 미니홈피를 꾸미려면 사이버 머니인 도토리를 이용해 아이템을 구입해야 한다. 아이템의 종류에는 미니홈피의 바탕 화면, 미니미 옷, 미니룸 방 인테리어, 배경 음악, 배너, 글꼴 등 여러 가지가 있으며, 아이템에는 대부분 시간 제한이 걸려 있어 그 기간이 지나면 자동으로 아이템이 없어진다.
미니홈피에서는 다음과 같은 공간이 제공된다.
- 위쪽 상단: 자기 미니홈피의 제목을 적는다.
- 왼쪽 상단: 자기 사진이나 예쁜 그림 등을 올려 놓을 수 있다.
  - 그 아래 부분: 간단한 자기 소개글이 들어가는 공간이 있다.
    - 그 아래 부분: 공개된 자신의 개인 정보와 미니홈피 주인의 일촌의 다른 미니홈피로 건너가는 기능(파도타기)이 가능한 일촌 목록이 나타나 있다.
- 가운데 주 화면: 선택된 메뉴에 따라 다른 내용(프로필, 사진첩, 게시판, 다이어리 등)이 나오는데 초기 화면의 경우에는 최근에 올라온 게시물 내용과 미니미(각 사용자를 뜻하는 작은 아바타)와 미니룸(미니미가 거주하는 작은 방), 일촌이 자유롭게 방문해 짧을 글을 남길 수 있는 일촌평 등이 나타난다.
- 오른쪽 메뉴: 프로필, 게시판, 사진첩, 다이어리, 방명록, 설정 메뉴 등이 나타난다. 이들 메뉴는 일반 및 일촌 공개 여부를 자유롭게 설정할 수 있다. 사진첩에는 제한 없이 많은 사진을 올릴 수 있지만, 사진마다 용량에 제한이 있다.
- 맨 오른쪽 상태 화면: 미니홈피의 방문객 수(페이머스), 스크랩 수, 즐겨찾기 수, 선물 개수 등이 나타난다.

### 클럽
싸이월드에 가입한 사용자들이 모여서 만드는 커뮤니티로 다음과 네이버의 카페와 같은 기능을 한다. 클럽을 꾸미기 위해서는 도토리가 필요하며, 아이템을 구매하는 형식으로 클럽을 꾸밀 수 있다. 또한, 네이트온에서도 미니클럽을 만들 수 있다.

### 페이퍼
싸이월드의 블로그이다. 미니홈피의 개인적인 내용이 아닌 특정한 주제에 따른 대중에게 공개될 수 있는 정보, 지식 등을 나눌 수 있도록 구성되어 있다. 기존 블로그 서비스인 싸이월드의 페이퍼 서비스는 서비스 사용율 및 활성도가 낮아지는 문제로 인해 2008년 12월 8일부로 종료되었다.

### 포도알
싸이월드에서 사용하는 사이버 머니인 도토리가 최근에 포도알로 바뀌었다. 미니홈피 다이어리에 글을 쓰면 포도알이 자동적으로 있게 되었다. 한 개에 10원씩 판매되고 있으며, 휴대전화의 레인보우 포인트 등을 사용하여 포도알을 구입할 수 있다. 포도알 이벤트 등을 통해 포도알을 무료로 얻을 수 있는 기회가 주어지기도 한다. 포도알을 이용하여 선물이나 배경 등을 구입하여 미니홈피, 클럽 등에 제공할 수 있다. 포도알을 화폐 단위로 당시 대표이사인 이동형이 제안을 하자 팀원들은 촌스럽다고 반대를 했었다. 그래서 투표를 했고 팀원들을 어렵게 설득한 후에 포도알이 화폐 단위로 결정되었다. 지금은 싸이월드 앱 안드로이드 8.2.1버전 이상에서 이용할 수 있다.

### 블로그
싸이월드 블로그는 2007년 4월 홈투라는 이름으로 시작하여 2008년 4월 싸이월드 블로그로 서비스명을 변경하였다. 메인 화면을 꾸미는 다양한 위젯, 설정에 따라 사진첩, 게시판, 블로그 형태로 바뀌는 게시판, 미니홈피의 배경 음악을 사용할 수 있는 블로그 등을 특징으로 하고 있다. 야순님 등 활발하게 활동하는 블로거를 매년 "싸이블로그 톱 100"에 선정하기도 하였다.

## 평가

### 긍정적인 평가
블로그 문화로 대표되는 미국과는 표현할 수 있는 디지털 아이템의 유료화가 성공적으로 안착, 인터넷 커뮤니티 사이트의 성공적인 유료화 모델을 제시했다.
미니홈피는 생활을 기록하는 게시를 하고, 게시물이 널리 퍼지게 되는 사례도 있다. 웹툰의 제목과 작성자를 삭제하여 게시한 경우도 있었다.

### 부정적인 평가
싸이월드 이용 시 개인 정보 노출의 위험성, 프라이버시 침해 문제, 사이트 회원 탈퇴 거절의 위험성, 불합리/불법의 위험성, 정보 감시의 문제 가능성이 있다는 지적이 있다.
또, 자신의 홈피에 방문하는 사람이 누구인지 궁금해하는 사람들이 많아짐에 따라 인터넷의 여러 사이트에서 싸이월드 방문자 추적기라는 프로그램을 유료로 배포하기 시작했다. 이 프로그램을 자신의 홈페이지에 설치하면 방문자들의 실명, 예상 지역을 볼 수 있다. 역파도타기 기능의 경우 방문자 추적을 가능하게 하며 외부 페이지로 정보를 유출하여 확인한다. 사용자 동의를 구하지 않는다는 데에서 이는 불법으로 평가되며 싸이월드에서 또한 공식적으로 금지하고 있다.
게다가 자신의 생각을 자유롭게 표현하기보다는 남의 글을 옮겨 오는 형식으로 생각을 단일화시키고 지나치게 남에게 보여주기 위한 게시물이 많아졌다는 지적도 있다.

## 세계 시장 진출
싸이월드의 인기가 높아지자 SK컴즈는 2004년부터 중국, 미국, 일본, 대만, 독일, 베트남 등 외국에도 진출한 적이 있었다. 그러나 미국의 경우 페이스북, 마이스페이스, 일본의 경우 믹시(mixi) 등 현지 SNS 서비스들이 이미 시장을 선점한 상태였고, 사치스러운 유료 아이템에 대해 실용성을 추구하는 외국 소비자들로부터 자연스레 외면받았다. 결국 싸이월드는 중국과 베트남을 제외한 모든 세계 시장에서 철수하였다.
2011년, 싸이월드는 '글로벌 싸이월드'로 외국에 다시 진출하였다. 첫번째 시도는 국가마다 현지화 전략을 썼지만, 두번째에는 똑같은 플랫폼에 언어만 바꾸어주는 전략을 썼다. 한국어/중국어/일본어/영어/프랑스어/베트남어로 서비스하였다. SK컴즈는 글로벌 싸이월드를 한국 싸이월드와 합칠 것이라고도 했었다. 그러나, 페이스북, 트위터 등이 이미 시장을 선점한 터라, 싸이월드는 여전히 인기가 없었다. 결국 SK컴즈는 2014년에 글로벌 싸이월드를 종료시킨다. 이에 따라 싸이월드는 국내용 서비스가 되었고, 그 이후 SK컴즈로부터 독립하게 되었다.
싸이월드는 글로벌 서비스 당시 일촌, 도토리 등을 국외 사이트의 현지 정서와 맞게 고치기도 했었다.
|        | 일촌                     | 도토리           |
| ------ | ------------------------ | ---------------- |
| 중국   | 지기(知己)               | 홍두(紅豆)       |
| 일본   | 싸이프렌드(サイフレンド) | 동구리(ドングリ) |
| 미국   | 이웃(Neighbors)          | 도토리(Acorn)    |
| 타이완 | 마치(麻吉)               | 쏭궈(松果)       |

- '마치(麻吉)'는 아주 친한 친구를 의미한다.

## 관련 방송
2013년 4월에는 팟캐스트 녹음 현장에서 대학생들을 대상으로 강연을 하기도 했다.

## 같이 보기
- 싸이월드 디지털 뮤직 어워드
- 마이스페이스